# 斯卡伯勒 (緬因州)
斯卡伯勒（英語：Scarborough）是一個位於美國緬因州坎伯蘭縣的市鎮。

## 人口
根據2020年美國人口普查的數據，斯卡伯勒的面積為182.93平方千米，當中陸地面積為123.31平方千米，而水域面積為59.61平方千米。當地共有人口22135人，而人口密度為每平方千米121人。